# حروف الشرط
حروف الشرط هي من الأساليب اللغوية للعربية، وعند وجود أداة الشرط في جملة تسمى جملة شرطية، وتعني التزام جملتين تحتويان حدثين، يرتبط حدوث أحدهما بالآخر، وعلى وجه التحديد لا يتحقق الحدث الثاني إلا بحدوث الحدث الأول، وتأتي أدوات الشرط للربط بين هاتين الجملتين أو الحدثين.

## أركان أسلوب الشرط
يتكون أسلوب الشرط من ثلاثة أركان و هي:
1. أداة الشرط (تشمل حروف الشرط وأسماء الشرط[2][3])
2. فعل الشرط.
3. جواب الشرط

تربط أداة الشرط بين فعل الشرط وجواب الشرط، فحصول جواب الشرط مشروط بحصول فعل الشرط .

## أنواع حروف الشرط
حروف الشرط حروف تقتضي جملتين إحداهما مرتبة على الأخرى،  وهي نوعان:
-  نوع يجزم فعلين أولهما فعل الشرط وثانيهما فعل الجواب.
-  نوع لا يجزم.

### حروف الشرط الجازمة
يكون تأثير حروف الشرط الجازمة على كل من فعل الشرط وجواب الشرط بجزمهما، وتربط أداة الشرط بينهما لتحقيق الهدف من جملة الشرط وإيصال المعنى المراد إيصاله بالمعنى الدقيق والصحيح له.
و تتمثل حروف الشرط الجازمة في حرفين هما: (إنْ) و(إذ)، وهما من الناحية الإعرابية لا محل لهما من الإعراب.

#### أمثلة[5]
إن يشأ يرحمكم
يتم إعراب الآية الكريمة كالآتي:
- إن: هي أداة الشرط الجازمة.
- يشأ: فعل مضارع فعل الشرط مجزوم وعلامة الجزم السكون.
- يرحمكم: فعل مضارع فعل جواب الشرط مجزوم وعلامة الجزم السكون.

### حروف الشرط غير الجازمة
سميت أدوات الشرط غير الجازمة بهذا الاسم لأنها لا تُحدث أي تغيير على إعراب ما بعدها، وتقسم إلى ما يأتي:
- لو: حرف شرط يستخدم للدلالة على امتناع حدوث جواب الشرط لامتناع حدوث فعله. ويكون جوابها فعلاً ماضياً مثبتا  أو منفياً بـــــــ(ما)  أو فعلاً مضارعاً منفياً بــــ(لم) .
- لوما: يستخدم هذا الحرف في المواضع التي تفيد الامتناع لوجود مانع محدد.
- لولا: تفيد الامتناع لوجود المانع. وشرطها جملة اسمية خبرها محذوف وجوابها مثل جواب (لو).
- أمَّا: حرف شرط مبني على السكون، وجوابه مقترن بالفاء.

#### أمثلة[6]
- لو زرتني وجدتني

زرتني : فعل ماض مبني على السكون لاتصاله بتاء المتحركة والتاء ضمير متصل في محل رفع فاعل والنون للوقاية والياء ضمير متصل في محل نصب مفعول به .
( زرتني ) : جملة فعل الشرط غير الظرفي لا محل لها من الإعراب
- لولا ( العلم ) لساد الجهل

لولا : مبتدأ مرفوع لخبر محذوف وجوبا تقديره موجود
( العلم ) : فعل الشرط غير الظرفي لامحل له من الإعراب
- { فَأَمَّا الْيَتِيمَ فَلَا تَقْهَرْ }[7]

## أشكال جملة الشرط والجواب

### جملة الشرط
تأتي جملة الشرط على شكلين فقط:
- جملة فعلية فعلها مضارع: (من يجتهد ينجح) أو جملة فعلية فعلها ماضٍ: (من زرع حصد)
- جملة إسمية :(لو أنك عملت بنصيحتي لنجحت)

### جملة الجواب
تأتي جملة الجواب على ثلاثة الأشكال:
جملة فعلية فعلها مضارع. (إن تصدق تنجح)
جملة فعلية فعلها ماض (إن صدقتَ نجوتَ)
جملة فعلية فعلها أمر وفي هذه الحالة تسبق الفاء جملة جواب الشرط.(إن أتيتَ إلى العاصمة فزرني)

## إعراب حروف الشرط
لكل أداة من أدوات الشرط الجازمة إعراب خاص بها، وهي كالتالي: 
- إن، وإذ: وهما لا محل لهما من الإعراب.

### علامات جزم فعل وجواب الشرط
تتعدد علامات الجزم باختلاف الأفعال
- السكون إذا كان الفعل صحيح الأخر.
- حذف حرف العلة إذا كان الفعل معتل الأخر.
- حذف النون إذا الفعل من الأفعال الخمسة.